# Mars-sur-Allier
Mars-sur-Allier ist eine französische Gemeinde mit 300 Einwohnern (Stand: 1. Januar 2022) im Département Nièvre in der Region Bourgogne-Franche-Comté. Sie gehört zum Arrondissement Nevers und zum Kanton Saint-Pierre-le-Moûtier.

## Geographie
Mars-sur-Allier liegt etwa 15 Kilometer südsüdwestlich von Nevers am Allier, der die Gemeinde im Westen begrenzt. Das Gemeindegebiet von den Allier-Zuflüssen Pont Aubert und Moussières durchquert. Umgeben wird Mars-sur-Allier von den Nachbargemeinden Saincaize-Meauce im Norden, Magny-Cours im Nordosten, Saint-Parize-le-Châtel im Osten, Langeron im Süden, Mornay-sur-Allier im Südwesten sowie Neuvy-le-Barrois im Westen.
Die Gemeinde besaß einen Haltepunkt an der Bahnstrecke Moret-Veneux-les-Sablons–Lyon-Perrache.

## Bevölkerungsentwicklung
| Jahr                       | 1962 | 1968 | 1975 | 1982 | 1990 | 1999 | 2006 | 2019 |
| -------------------------- | ---- | ---- | ---- | ---- | ---- | ---- | ---- | ---- |
| Einwohner                  | 403  | 404  | 313  | 264  | 260  | 258  | 272  | 304  |
| Quellen: Cassini und INSEE |      |      |      |      |      |      |      |      |

## Sehenswürdigkeiten
- Kirche Saint-Julien aus dem 10. Jahrhundert, Umbauten aus dem 12. Jahrhundert, seit 1886 Monument historique

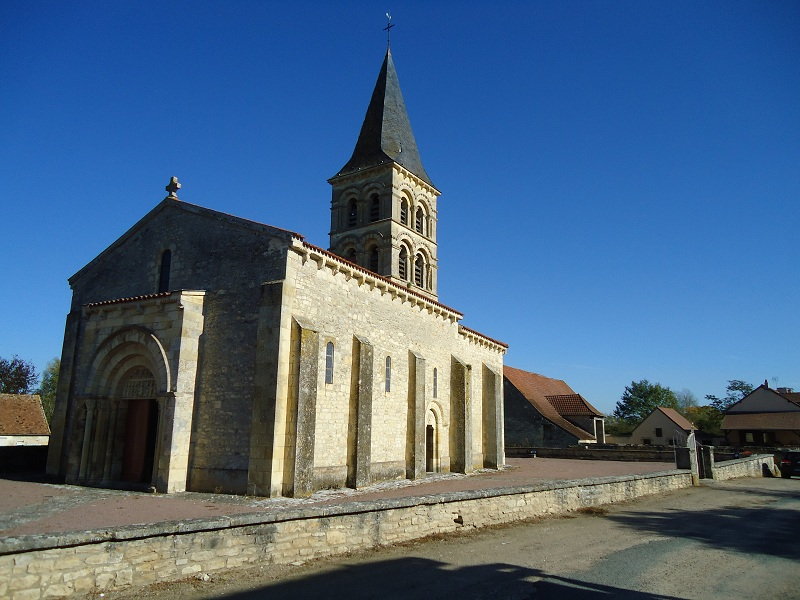
Kirche Saint-Julien